# Чердаки (Чувашия)
Черда́ки (чув. Чартак) — деревня в Аликовском муниципальном округе Чувашской Республики. Входила в состав Крымзарайкинского сельского поселения до его упразднения в 2022 году.

## Общие сведения о деревне
Улицы: Первомайская, Советская. В настоящее время деревня в основном газифицирована.

### География
Расстояние до Чебоксар — 66 км, до железнодорожной станции 38 км. Чердаки расположена в 5 км (по другим данным — в 6 км) северо-западнее административного центра Аликовского района, западнее деревни Яргунькино, юго-западнее деревни Сормвары.  Деревня расположена на правом берегу реки Сорма, рядом проходит автомобильная дорога областного значения 97К-006 «Никольское—Ядрин—Калинино».

### Климат
Климат умеренно континентальный с продолжительной холодной зимой и тёплым летом. Средняя температура января −12,9 °C, июля 18,3 °C, абсолютный минимум достигал −44 °C, абсолютный максимум 37 °C. За год в среднем выпадает до 552 мм осадков.

## Название
- По мнению краеведа, лингвиста А.А. Сосаевой топоним Чертак — индо-иранского (арабо-персидского) происхождения, от персид. чар-таг «четырёхгранный купол»[6].
- Краевед И. С. Дубанов, ссылаясь на «Словарь чувашского языка» приводит версию происхождения топонима:

Чартак — чердак, балкон. Шалаш на дереве, устроенный для ночёвки в ночном. Чартак — перила (Ашмарин, XV, 157).— Географические названия Чувашской Республики

## История
В 18 в. выселок села Успенское (ныне с. Аликово). В начале 20 в. действовали 2 ветряные мельницы. В 1930 организован колхоз «Хĕрлĕ ялав» (Красное знамя).

### Административно-территориальное подчинение
в XIX в. — в составе Шуматовской волости Ядринского уезда, в 1917—1927 годах Чердаки входила в Аликовскую волость Ядринского уезда. С 1 октября 1927 года деревня — в составе Аликовского района, а с 20 декабря 1962 года включена в состав Вурнарского района. С 14 марта 1965 года — снова в Аликовском районе. Сельсоветы: Яргунькинский — с 1 октября 1927 года, Крымзарайкинский — с 14 июня 1954 года.

## Население
| 2010 | 2012 |
| ---- | ---- |
| 59   | ↗87  |

Жители до 1866 года — государственные крестьяне; занимались земледелием, животноводством, изготовлением валяной обуви. 

Число дворов и жителей: в 1795 — 9 дворов; 1858 — 57 мужчин, 62 женщины; 1906 — 34 двора, 76 мужчин, 88 женщин; 1926 — 44 двора, 97 мужчин, 95 женщин; 1939 — 82 мужчины, 102 женщины; 1979 — 52 мужчины,71 женщина; 2002 — 31 двор, 72 человека: 34 мужчины, 38 женщин; 2010 — 19 частных домохозяйств, 59 человек: 30 мужчин, 29 женщин.

## Связь и средства массовой информации
- Связь: ОАО «Волгателеком», БиЛайн, МТС, Мегафон. Развит интернет ADSL-технологии.
- Газеты и журналы: Аликовская районная газета «Пурнăç çулĕпе» (По жизненному пути) Языки публикаций: чувашский, русский.
- Телевидение:Население использует эфирное и спутниковое телевидение, за отсутствием кабельного телевидения. Эфирное телевидение позволяет принимать национальный канал на чувашском и русском языках.